# Prix Iris du meilleur film
Le prix Iris du meilleur film est une récompense cinématographique décernée chaque année lors du Gala Québec Cinéma dans laquelle il récompense le meilleur film québécois de l'année. Le trophée est une œuvre du sculpteur Marc-Antoine Côté constituée d'aluminium.

## Palmarès
Source : Québec Cinéma

### Distribué sous le nom de prix Jutra du meilleur film
- 1999 : Le Violon rouge, produit par RHOMBUS PRODUCTIONS, réalisé par François Girard
  - Un 32 août sur terre
  - Nô
  - 2 secondes

#### Années 2000
- 2000 : Post mortem, produit par Coop Vidéo de Montréal, réalisé par Louis Bélanger
  - Le Dernier Souffle
  - Souvenirs intimes
  - Emporte-moi

- 2001 : Maelström, produit par Max Films, réalisé par Denis Villeneuve
  - La Vie après l'amour
  - Hochelaga
  - Les Muses orphelines

- 2002 : Un crabe dans la tête, produit par Qu4tre par Quatre, réalisé par André Turpin
  - 15 février 1839
  - L'Ange de goudron
  - La Femme qui boit

- 2003 : Québec-Montréal, produit par Go Films, réalisé par Ricardo Trogi
  - Le Marais
  - Séraphin : Un homme et son péché
  - Le Collectionneur

- 2004 : Les Invasions barbares, produit par Cinémaginaire, réalisé par Denys Arcand
  - La Face cachée de la lune
  - Gaz Bar Blues
  - La Grande Séduction

- 2005 : Mémoires affectives, produit par Palomar, réalisé par Francis Leclerc
  - Elles étaient cinq
  - Les Aimants
  - Ma vie en cinémascope

- 2006 : C.R.A.Z.Y., produit par Cirrus Communications, réalisé par Jean-Marc Vallée
  - L'Audition
  - Maurice Richard
  - La Neuvaine

- 2007 : Congorama, produit par Micro_Scope, réalisé par Philippe Falardeau
  - Bon Cop, Bad Cop
  - La Vie secrète des gens heureux
  - Un dimanche à Kigali

- 2008 : Continental, un film sans fusil, produit par Micro_Scope, réalisé par Stéphane Lafleur
  - La Brunante
  - L'Âge des ténèbres
  - Les 3 P'tits Cochons

- 2009 : Ce qu'il faut pour vivre, produit par l'ACPAV, réalisé par Benoît Pilon
  - Borderline
  - C'est pas moi, je le jure!
  - Maman chez le coiffeur

#### Années 2010
- 2010 : J'ai tué ma mère, produit par MifiliFilms, réalisé par Xavier Dolan
  - Dédé, à travers les brumes
  - 1981
  - Le Jour avant le lendemain (Before Tomorrow)
  - Polytechnique

- 2011 : Incendies, produit par Micro_Scope, réalisé par Denis Villeneuve
  - Curling
  - Les Signes vitaux
  - Les Amours imaginaires
  - 10 ½

- 2012 : Monsieur Lazhar, produit par Micro_Scope, réalisé par Philippe Falardeau
  - Nuit #1
  - Coteau rouge
  - Starbuck
  - Le Vendeur

- 2013 : Rebelle, produit par Item 7, réalisé par Kim Nguyen
  - Camion
  - Inch'allah
  - Laurence Anyways
  - Roméo onze

- 2014 : Louis Cyr : L'Homme le plus fort du monde, produit par Christal Films Productions, réalisé par Daniel Roby
  - Catimini
  - Le Démantèlement
  - Diego Star
  - Gabrielle

- 2015 : Mommy, produit par Metafilm et Sons of Manual, réalisé par Xavier Dolan
  - Tom à la ferme
  - 1987
  - 3 histoires d'Indiens
  - Tu dors Nicole

### Distribué sous le nom de Trophée du meilleur film
- 2016 : La Passion d’Augustine, produit par Lyla Films, réalisé par Léa Pool
  - Corbo
  - Les Démons
  - Les Êtres chers
  - Félix et Meira

### Distribué sous le nom de prix Iris du meilleur film
- 2017 : Juste la fin du monde, produit par Sons of Manual, réalisé par Xavier Dolan
  - Avant les rues
  - Ceux qui font les révolutions à moitié n'ont fait que se creuser un tombeau
  - Un ours et deux amants
  - Les Mauvaises Herbes

- 2018 : Les Affamés, produit par La Maison de Prod, réalisé par Robin Aubert
  - Boost
  - Chien de garde
  - La Petite Fille qui aimait trop les allumettes
  - Le Problème d'infiltration
  - Les Rois mongols
  - Tuktuq

- 2019 : 1991, produit par Nicole Robert (Go Films), réalisé par Ricardo Trogi
  - La Grande Noirceur
  - La Bolduc
  - Répertoire des villes disparues
  - Genèse
  - Une colonie
  - À tous ceux qui ne me lisent pas

#### Années 2020
- 2020 : Antigone, produit par Marc Daigle (ACPAV), réalisé par Sophie Deraspe
  - Mafia Inc.
  - Il pleuvait des oiseaux
  - Jeune Juliette
  - Kuessipan
  - Fabuleuses
  - La femme de mon frère

- 2021 : La Déesse des mouches à feu, produit par Luc Vandal (Coop Vidéo de Montréal), réalisé par Anaïs Barbeau-Lavalette
  - Le Club Vinland
  - Mon année Salinger (My Salinger Year)
  - Nadia, Butterfly
  - Souterrain

- 2022 : Les Oiseaux ivres, produit par Luc Déry et Kim McCraw (micro_scope), réalisé par Ivan Grbovic
  - Sin La Habana
  - Norbourg
  - Maria Chapdelaine
  - Beans

- 2023 : Viking, produit par Luc Déry et Kim McCraw (micro_scope), réalisé par Stéphane Lafleur
  - Les Chambres rouges
  - Arsenault et Fils
  - Babysitter
  - Falcon Lake
  - Le plongeur
  - Noémie dit oui